# Pseudoclimaciella stitzi
Pseudoclimaciella stitzi is een insect uit de familie van de Mantispidae, die tot de orde netvleugeligen (Neuroptera) behoort. 
Pseudoclimaciella stitzi is voor het eerst wetenschappelijk beschreven door Handschin in 1960.